# 차유진 (1976년)
차유진(1976년 1월 9일 ~ )은 대한민국 요리 연구가이자 푸드 칼럼니스트이다.

## 생애

### 경력
- 2004년-2011년 손녀딸의 테스트키친 대표
- 네타스키친 대표 (2012-현재)

### 학력
- 1994년~2001년 경원대학교 미술대학 섬유미술과 졸업
- 2001년~2002년 영국 Tante marie school of cookery(졸업)

### 작품
| 출판년도 | 저서                                    | 출판사        | 분류 |
| -------- | --------------------------------------- | ------------- | ---- |
| 2004년   | 《푸드러버를 위한 차유진의 테스트키친》 | 바다출판사    | 저술 |
| 2009년   | 《청춘남미》                            | 포북(forbook) | 저술 |
| 2009년   | 《손녀딸의 부엌에서 글쓰기》            | 모요사        | 저술 |
| 2010년   | 《프렌치 테이블》                       | 북노마드      | 번역 |
| 2011년   | 《파스타의 기하학》                     | 미메시스      | 번역 |
| 2011년   | 《소울 푸드》                           | 청어람미디어  | 공저 |
| 2012년   | 《산티아고: 푸드러버의 순례길》         | 까치          | 번역 |
| 2013년   | 《반려식물》                            | 지콜론북      | 공저 |
| 2014년   | 《하루키 레시피》                       | 문학동네      | 저술 |